# Peter Groß (Politiker, 1902)
Peter Groß (* 29. August 1902 in Nunkirchen; † 29. Januar 1976) war ein deutscher Politiker der SPD.

## Leben
Groß besuchte die Volksschule in Nunkirchen und arbeitete zunächst auf der Dillinger Hütte, später bis 1945 in verschiedenen Gruben im Saargebiet und in Lothringen. 1919 trat er in den freien Bergarbeiterverband ein, 1925 gründete er den Ortsverein der SPD in Nunkirchen, darüber hinaus war er als Funktionär und Gewerkschafter tätig. Im März 1933 wurde der NS-Gegner in den Gemeinderat von Nunkirchen gewählt und nur einen Monat später in  „Schutzhaft“ genommen. Nach zwei Monaten wurde er aus dieser entlassen, doch stand er für eineinhalb Jahre unter polizeilicher Aufsicht. 
Nach Ende des NS-Regimes arbeitete Groß als Verwaltungsangestellter beim Verwaltungsamt Weiskirchen und später als Geschäftsführer der Arbeiterwohlfahrt im Bezirk Saar. 1946 wurde er wieder in den Nunkircher Gemeinderat gewählt; von 1960 bis 1968 war er Bürgermeister der Gemeinde. Von 1947 bis 1955 gehörte er dem Saarländischen Landtag an. Nach der Eingliederung des Saarlands in die Bundesrepublik Deutschland kandidierte er 1960 erneut für das Mandat, scheiterte jedoch. Im Oktober 1961 rückte er für den ausgeschiedenen Alwin Kulawig nach. Ein letztes Mal wurde Groß 1965 in den Landtag gewählt – zu Beginn der 5. Wahlperiode, die bis 1970 andauerte, fungierte er als Alterspräsident.

## Auszeichnungen
- 31. Dezember 1970: Bundesverdienstkreuz 1. Klasse
- 10. Juli 1975: Saarländischer Verdienstorden[1]